# 정읍 나들목
정읍 나들목(Jeongeup IC)은 전북특별자치도 정읍시 농소동에 위치한 호남고속도로의 20번 교차로이다. 나들목 진출입로는 정읍시 연지동과 접하고 있다. 정읍시내로 진출할 수 있으며, 인근에 KTX 호남고속철도와 호남선의 정읍역이 있다.

## 연혁
- 1973년 11월 14일 : 호남고속도로 전주 ~ 순천 구간 개통과 함께 통행 개시[1]
- 1999년 5월 13일 : 2002년 12월까지 나들목 접속부 개량 공사로 인해 전라북도 정읍시 농소동 770m 구간 도로구역 변경, 정읍시 도시계획시설 교통광장에 정읍 나들목을 고시[2]

## 구조물 정보
- 위치: 전북특별자치도 정읍시 농소동
- 영업소: 전북특별자치도 정읍시 벚꽃로 164-57 (농소동)

## 접속하는 도로
- 국도 제29호선 (벚꽃로)
- 간접 연결 : 국도 제22호선 (충정로, 벚꽃로 이용)

## 교통량 정보
| 요금소        | 통행량 (대/일) | 통행량 (대/일) | 통행량 (대/일) | 통행량 (대/일) | 통행량 (대/일) | 통행량 (대/일) | 통행량 (대/일) | 통행량 (대/일) | 통행량 (대/일) | 통행량 (대/일) | 각주  |
| 요금소        | 2001년         | 2002년         | 2003년         | 2004년         | 2005년         | 2006년         | 2007년         | 2008년         | 2009년         | 2010년         | 각주  |
| ------------- | -------------- | -------------- | -------------- | -------------- | -------------- | -------------- | -------------- | -------------- | -------------- | -------------- | ----- |
| 정읍 (폐쇄식) | 8,164          | 7,982          | 7,626          | 7,322          | 7,107          | 6,897          | 6,830          | 5,736          | 5,169          | 5,054          | [ 3 ] |
| 요금소        | 2011년         | 2012년         | 2013년         | 2014년         | 2015년         | 2016년         | 2017년         | 2018년         | 2019년         |                | [ 3 ] |
| 정읍 (폐쇄식) | 5,015          | 4,934          | 4,909          | 4,988          | 5,187          | 5,055          | 4,880          | 4,710          | 4,627          |                | [ 3 ] |